# Плахина, Антонида Семёновна
Антонида Семёновна Плахина (2 ноября 1937, Чулино, Омская область — 4 октября 2021, Алма-Ата) — колхозница, доярка, Герой Социалистического Труда (1976). Депутат Верховного Совета СССР 8 и 9 созывов.

## Биография
Родилась 2 ноября 1937 года в крестьянской семье в селе Чулико Горькового района Омской области. Начала трудовую деятельность в 1955 году. В 1956 году переехала в Казахстан и стала работать дояркой на животноводческой ферме колхоза «Каменский» Каскеленского района Алматинской области (позднее был переименован в колхоз имени 40 лет Октября).
В 1970 году получила 6030 литров молока от каждой коровы, за что была награждена Орденом Ленина. За доблестный труд в сельском хозяйстве была удостоена в 1976 году звания Героя Социалистического Труда. В 1985 году получила от каждой коровы по 8021 литров молока, за что была награждена третьим Орденом Ленина.
Дважды избиралась депутатом Верховного Совета СССР (8 и 9 созывы).

## Награды
- Орден Ленина (1970);
- Герой Социалистического Труда (1976);
- Орден Ленина (1976);
- Орден Ленина (1980).